# Mercedes Sampietro
Mercedes Sampietro Marro (Barcelona, 24 de enero de 1947) es una actriz española de cine, teatro, televisión y doblaje.
Vinculada siempre a la escena, su versatilidad le ha proporcionado sus éxitos teatrales y televisivos, evidenciando la calidad de su trabajo.
Es una actriz muy popular, especialmente en Cataluña, debido a sus numerosas apariciones en series de Televisió de Catalunya, especialmente en La Riera, de la cual fue la protagonista interpretando el papel de Mercè Riera Sarsa.

## Biografía
Nació el 24 de enero de 1947 en Barcelona. Se inicia en la interpretación en pequeñas compañías de teatro catalanas. En 1970 debuta en el teatro como actriz profesional. En el cine debuta siete años más tarde, con A un dios desconocido (1977), de Jaime Chávarri.
Su espaldarazo profesional lo recibe en 1980 con Gary Cooper, que estás en los cielos, de Pilar Miró, directora con quien trabajaría en hasta cinco ocasiones. Además de su prolífica participación en el cine español, y participar en diversas series de televisión catalanas, como Nissaga de poder, Laberint d'ombres, Porca misèria y La Riera.También interpretó el mítico papel de la Dama Blanca en la serie La tía de Frankenstein (1987).
Fue presidenta de la Academia de las Artes y las Ciencias Cinematográficas de España en funciones desde octubre hasta noviembre de 2003 y en propiedad desde noviembre de 2003 hasta diciembre de 2006.
También ha desarrollado una extensa carrera en doblaje, tanto en Barcelona como en Madrid. Ha doblado a actrices como Glenn Close, Faye Dunaway, Jane Fonda o Katharine Hepburn, entre otras. Ha doblado cientos de papeles.
En 2009 se estrena como directora y guionista de cine con el cortometraje Turismo.

## Filmografía
- 2019
  - @buelos, de Santiago Requejo
- 2017
  - La senyora Florentina i el seu amor Homer, de Mercè Rodoreda
- 2016
  - Las Furias, de Miguel del Arco
- 2015
  - Hablar, de Joaquín Oristrell
- 2009
  - En el libro ámbar
  - Gato por Goya
- 2008
  - Violetas
  - La noche que dejó de llover
- 2007
  - El hombre de arena
  - Vida de familia
- 2006
  - Va a ser que nadie es perfecto
  - 53 días de invierno
  - La edad de la peseta
  - Salvador (Puig Antich), de Manuel Huerga
- 2005
  - Reinas, de Manuel Gómez Pereira
  - Obaba, de Montxo Armendáriz
  - Nordeste
- 2004
  - Inconscientes
  - Febrer
  - El año del diluvio (voz)
  - Cuadrilátero
- 2003
  - Buscando a Nemo (voz)
  - No matarás
  - Bala perdida
- 2002 - Lugares comunes
- 2001 - Silencio roto, de Montxo Armendáriz
- 2000
  - Dinosaurio (voz)
  - Nosotras
  - Sé quién eres
- 1999
  - Cuando vuelvas a mi lado, de Gracia Querejeta
  - Las huellas borradas
  - Tarzán (voz)
  - Segunda piel
  - Saïd
- 1998 - Bert
- 1997 - La herida luminosa
- 1995 - Historias del Kronen, de Montxo Armendáriz
- 1994 - Dame fuego
- 1993 - El pájaro de la felicidad, de Pilar Miró
- 1991 - Beltenebros (voz: versión en español), de Pilar Miró
- 1989
  - Montoyas y tarantos
  - La blanca paloma
  - La banyera
  - Caminos de tiza
- 1988
  - Sinatra
  - Qui t'estima, Babel?
  - Lluvia de otoño
- 1987 - Pehavý Max a strasidlá
- 1986
  - Werther, de Pilar Miró
  - Virtudes Bastián
- 1985
  - Extramuros
  - El anillo de niebla
- 1984 - La última rosa
- 1983
  - Percusión
  - Vivir mañana
- 1982
  - Estoy en crisis
  - Hablamos esta noche
  - La leyenda del tambor
  - El ser
- 1981 - El crimen de Cuenca, de Pilar Miró (rodada en 1979, no estrenada hasta 1981)
- 1980 - Gary Cooper, que estás en los cielos, de Pilar Miró
- 1978 - ¿Qué hace una chica como tú en un sitio como éste?, de Fernando Colomo
- 1977 - A un dios desconocido

## Teatro
- Olvida los tambores (1970)
- Usted también podrá disfrutar de ella (1973)
- La casa de Bernarda Alba (1976)
- Eduardo II (1978)
- Julio César (1988)
- A puerta cerrada (1993)
- Les amistats perilloses (1993), dirigida por Pilar Miró
- Los bosques de Nyx (1994)
- Dissabte, diumenge i dilluns (2002), dirigida por Sergi Berbel
- Danza macabra (2003-2004)
- Roberto Zucco (2005)
- Shakespeare's night (2006)
- Sensualitats (2010)

## Televisión
- Juan y Manuela (1974).
- Juanita la larga (1982)
- El jardín de Venus (1983-1984)
- Las aventuras de Pepe Carvalho (1986)
- La tía de Frankenstein (1987)
- Vísperas (1987)
- El mundo de Juan Lobón (1989).
- Miguel Servet, la sangre y la ceniza (1989).
- Una hija más (1991).
- Juntas, pero no revueltas (1995-1996).
- Nissaga de poder (1996-1998).
- Estació d'enllaç (1997)
- Laberint d'ombres (1998-2000).
- Nada es para siempre (1999).
- Carlota (2000).
- Un chupete para ella (2000-2002).
- Paraíso (2001-2002)
- Porca Miseria (2004-2007)
- Divinos (2006)
- La Malquerida (2006)
- Cazadores de hombres (2008)
- Hay alguien ahí (2009).
- Marco, la historia de un niño (2010-2011)
- La Riera (2010-2017)
- Historias robadas (2011)
- Si no t'hagués conegut (2018)
- Fugitiva (2018)
- Vestidas de azul (2023)
- El grito de las mariposas (2023)[1]
- Rapa (2024)

## Premios y candidaturas
Festival Internacional de Cine de San Sebastián
| Año  | Categoría                         | Película        | Resultado |
| ---- | --------------------------------- | --------------- | --------- |
| 1985 | Concha de Plata a la mejor actriz | Extramuros      | Ganadora  |
| 2002 | Concha de Plata a la mejor actriz | Lugares comunes | Ganadora  |

Premios Goya
| Año  | Categoría                                  | Película                 | Resultado |
| ---- | ------------------------------------------ | ------------------------ | --------- |
| 1999 | Mejor interpretación femenina protagonista | Cuando vuelvas a mi lado | Candidata |
| 2002 | Mejor interpretación femenina protagonista | Lugares comunes          | Ganadora  |
| 2004 | Mejor interpretación femenina de reparto   | Inconscientes            | Candidata |

Fotogramas de Plata
| Año  | Categoría                        | Película                             | Resultado |
| ---- | -------------------------------- | ------------------------------------ | --------- |
| 1980 | Mejor intérprete de cine español | Gary Cooper, que estás en los cielos | Ganadora  |
| 1985 | Mejor actriz de cine             | Extramuros                           | Candidata |
| 1991 | Mejor actriz de televisión       | Una hija más                         | Candidata |
| 2002 | Mejor actriz de cine             | Lugares comunes                      | Candidata |

Unión de Actores
| Año  | Categoría                         | Película        | Resultado |
| ---- | --------------------------------- | --------------- | --------- |
| 2002 | Mejor actriz protagonista de cine | Lugares comunes | Ganadora  |

Medallas del Círculo de Escritores Cinematográficos
| Año  | Categoría               | Película        | Resultado |
| ---- | ----------------------- | --------------- | --------- |
| 2001 | Mejor actriz secundaria | Silencio roto   | Ganadora  |
| 2002 | Mejor actriz            | Lugares comunes | Ganadora  |

Festival de Moscú
| Año  | Categoría    | Película                             | Resultado |
| ---- | ------------ | ------------------------------------ | --------- |
| 1981 | Mejor actriz | Gary Cooper, que estás en los cielos | Ganadora  |

Festival Internacional de Cine de Huesca
| Año  | Premio                  | Resultado |
| ---- | ----------------------- | --------- |
| 2004 | Premio Ciudad de Huesca | Ganadora  |

- 1981: Festival de Taormina, mejor actriz por Gary Cooper que estás en los cielos.
- 1987: Premio ACE (Nueva York) por Extramuros.
- 1993: Semana del cine Naval de Cartagena, mejor actriz por El pájaro de la felicidad.
- 1994: Festival de cine de Bérgamo, mejor actriz por El pájaro de la felicidad.
- 2000: Festival de Sitges, premio del público a la mejor interpretación femenina por Nosotras.
- 2003: Premio Nacional de Cinematografía
- 2004: Premio Max a la mejor actriz protagonista por Dissabte, diumenge i dilluns.
- 2008: Premio Nacional de Cinematografía Nacho Martínez (Festival Internacional de Cine de Gijón).
- 2009: Premio Gaudí al mejor corto por Turismo.
- 2009: Premio de Honor "Ciudad de Alicante" (Festival de Cine de Alicante).
- 2009: Premio Luis Ciges del Festival de Cine de Islantilla.
- 2018: Premio Gaudí de Honor